# Errina cooki
Errina cooki är en nässeldjursart som beskrevs av Sydney John Hickson 1912 . Errina cooki ingår i släktet Errina och familjen Stylasteridae. Inga underarter finns listade i Catalogue of Life.